# Dalbergiella
Genre
Dalbergiella est un genre de plantes à fleurs dicotylédones de la famille des Fabaceae, sous-famille des Faboideae, originaire d'Afrique tropicale, qui comprend trois espèces acceptées.

## Liste d'espèces
Selon The Plant List (6 novembre 2018) :
- Dalbergiella gossweileri Baker f.
- Dalbergiella nyassae Baker f.
- Dalbergiella welwitschii (Baker) Baker f.